# Decameron: Two Naughty Tales
 Pour plus de détails, voir Fiche technique et Distribution
Decameron: Two Naughty Tales est un film pornographique gay réalisé par Lucas Kazan et sorti en 2005.

## Synopsis
Un beau paysan feint d'être muet pour trouver du travail. Il rencontre trois fermiers.
Spinelloccio est le meilleur ami de Zeppa. Mais Zeppa découvre que son amant le trompe avec Spinelloccio.

## Fiche technique
- Titre original : Decameron: Two Naughty Tales
- Réalisation : Lucas Kazan
- Scénario : d'après deux nouvelles du Décaméron de Boccace
- Photographie : Leonardo Rossi
- Montage : Egisto Mastroianni
- Musique : Andrea Ruscelli
- Producteurs : Lucas Kazan, Ettore Tosi
- Société de production : Lucas Kazan Productions
- Sociétés de distribution :
- Langues :
- Format : Couleur - 1.33 : 1
- Genre : Film pornographique
- Durée : 74 minutes
- Dates de sortie : 2005  États-Unis

## Distribution
- Ricky Martinez : le narrateur / l'amant de Spinelloccio
- Eric Flower : Masetto
- Jean Franko : un fermier / Zeppa
- Wilfried Knight : l'amant de Zeppa
- Leon : Spinelloccio
- Marco Sisto : un fermier
- Alberto Ventura : un fermier

## Distinctions
Prix
- Hard Choice Award 2006 : meilleure vidéo, meilleur réalisateur et meilleure musique[1]

Nominations
- Grabby Awards 2006 : meilleure vidéo internationale[2]

## Autour du film
Comme son titre l'indique, Decameron: Two Naughty Tales adapte deux nouvelles tirées du Décaméron de Boccace. La première partie reprend la première nouvelle de la troisième journée (Masetto di Lamporecchio ou le paysan parvenu), et la deuxième partie adapte la huitième nouvelle du huitième jour (Cornes pour cornes). Le réalisateur et producteur, Lucas Kazan, propose souvent des adaptations pornographiques gays d'œuvres classiques, comme L'Elisir d'amore (2002) d'après l'opéra de Donizetti, ou The School for Lovers (2006) d'après un opéra de Mozart. 
Le film a été tourné en Italie, dans la région des Pouilles.